# Собаккасы
Собаккасы́ (чув. Сопаккасси) — деревня в Чебоксарском районе Чувашской Республики. Входит в состав Кшаушского сельского поселения.

## География
Находится в северной части Чувашии на расстоянии приблизительно 13 км на запад-юго-запад по прямой от районного центра поселка Кугеси на левом берегу реки Ошнауши.

## История
Известна с 1859 года, когда здесь (околоток деревни Тоганашева, ныне Кшауши) было 32 двора и 194 жителя, В 1897 году было учтено 233 жителя, в 1926 — 55 дворов, 256 жителей, 1939—279 жителей, 1979 — 86. В 2002 году было 28 дворов, в 2010 — 31 домохозяйство. В период коллективизации образован колхоз «Сигнал», в 2010 году работало ФГУП "Учебно-опытное хозяйство «Приволжское».

## Население
Постоянное население составляло 82 человека (чуваши 96 %) в 2002 году, 77 в 2010.